# Kulma
Albums de Pan Sonic
Vakio
(1995) A
(1999)
Kulma est le deuxième album du groupe finlandais de musique électronique Pan Sonic (qui à cette date opère encore sous le nom Panasonic). Le titre finnois signifie "angle". Après la sortie du premier album, Vakio (1995), Sami Salo a quitté le groupe. Kulma est donc enregistré par le duo constitué de Mika Vainio et Ilpo Väisänen. Sa sortie est suivie par une tournée européenne, durant laquelle Panasonic accompagne le groupe Swans.

## Production
Comme sur ses précédentes publications, le groupe utilise des instruments originaux conçus par Jari Lehtinen, qui est crédité dans la notice de l'album sous la désignation "Panasonic Technics".

## Accueil critique
Dans sa critique pour AllMusic, François Couture décrit Kulma comme un "chef-d'œuvre de techno expérimentale" qui a "résisté à l'épreuve du temps". Le compositeur Jóhann Jóhannsson, en 2016, cite Kulma dans une liste de 13 albums qui correspondent à sa philosophie du minimalisme: "de petits gestes pour un impact maximal".

## Liste des morceaux
| 1. | Teurastamo | 7:36 |
| 2. | Luotain    | 0:32 |
| 3. | Vapina     | 5:44 |

| 4. | Puhdistus   | 2:50 |
| 5. | Jakso       | 1:26 |
| 6. | Murto Neste | 6:47 |
| 7. | Kylmä Massa | 1:51 |

| 8.  | Hahmo | 4:01 |
| 9.  | Aines | 5:28 |
| 10. | -25   | 5:14 |
| 11. | Säätö | 2:44 |

| 12. | Kurnutus | 3:24 |
| 13. | Rutina   | 3:36 |
| 14. | Moottori | 9:47 |